# Archipel Daitō
L'archipel Daitō (大東諸島, Daitō shotō), ou îles Daitō, est un groupe d'îles de la mer des Philippines situé au sud-ouest du Japon. Il est rattaché administrativement à la préfecture d'Okinawa.

## Géographie
L'archipel Daitō est parfois considéré (à tort) comme faisant partie des îles Ryūkyū  mais il constitue un  ensemble distinct et indépendant autant sur le plan  hydrographique que géologique. En effet, ces îles se situent dans la mer des Philippines, sont séparées du reste de l'archipel par la fosse des Ryūkyū et, de ce fait, ne sont pas sur les mêmes plaques tectoniques (plaque d'Okinawa à l'ouest, plaque des Philippines à l'est). Les îles Ryūkyū appartiennent à la ride homonyme, tandis que l'archipel Daitō est situé sur les rides Daitō et Okidaitō (Daitō Ridge et Okidaitō Ridge). La première a une orientation nord-est/sud-ouest, tandis que les deux autres subissent une direction respectivement est/ouest et est-sud-est/ouest-nord-ouest. L'île principale, Minamidaitō-jima, est située à 306 km à l'est-sud-est d'Okinawa Hontō.
L'archipel est composée de trois îles, du nord au sud : 
- Kitadaitō-jima (北大東島?) : 11,94 km2[2],
- Minamidaitō-jima (南大東島?) : 30,57 km2[2],
- Okidaitō-jima (沖大東島?) : 1,15 km2.

Seules les deux premières sont habitées, et forment :
- le village de Kitadaitō (北大東村, Kitadaitō-son?), 524 habitants en 2012[2]. Il gère administrativement Okidaitō.
- le village de Minamidaitō (南大東村, Minamidaitō-son?), 1 263 habitants en 2012[2].

L'ensemble dépend du district de Shimajiri (島尻郡, Shimajiri-gun) sur Okinawa Hontō.

## Langues
Les habitants de ces îles y parlent une variété de contact entre l'okinawaïen, qui fait partie des langues ryūkyū, et le hachijo, l'unique descendant du vieux japonais oriental,.